# Martín Chambi

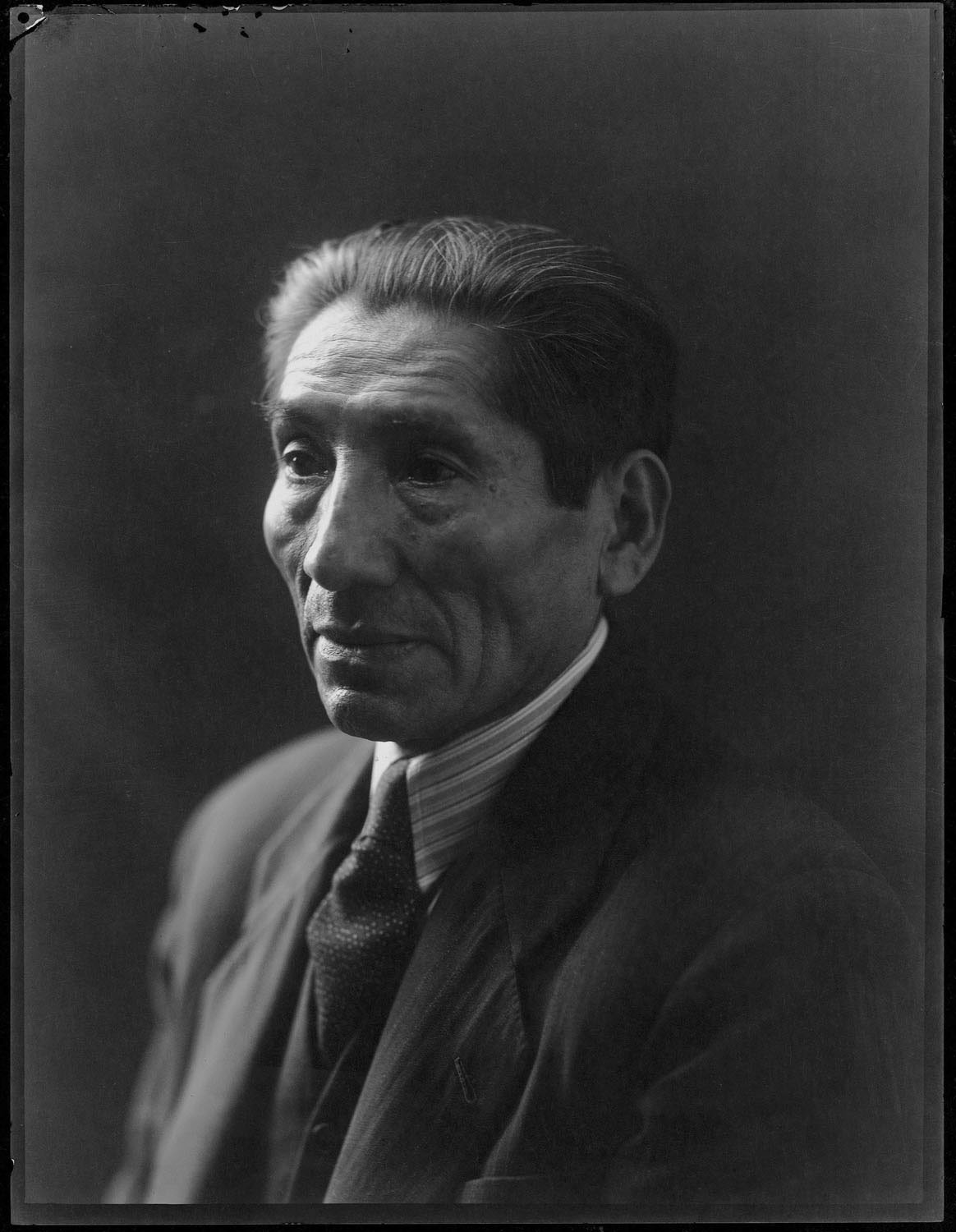
Autoporträt von Martín Chambi im Jahr 1956, Museo Nacional de Bellas Artes.

Martín Chambi Jiménez (* 5. November 1891 im Distrikt Coasa, Provinz Carabaya, Region Puno, Peru; † 13. September 1973 in Cusco, Peru) war ein peruanischer Fotograf. Er war der erste indigene lateinamerikanische Fotograf.
Bekannt für seine historische Dokumentation ethnischer Gruppen in seinen Aufnahmen, spezialisiert für Porträtaufnahmen in seinem Studio in Cusco, dokumentierte er auch die Straßen und Landschaften Perus. Chambi machte viele Landschaftsaufnahmen, so zum Beispiel von den Anden, die er dann als Postkarten verkaufte.
1979 würdigte man sein Werk im Museum of Modern Art in New York City mit einer Ausstellung, die später weltweit an verschiedenen Orten gezeigt wurde.

## Leben

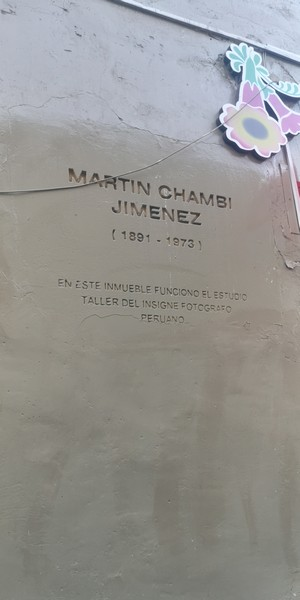
Inschrift am Studio von Martin Chambi, in Cusco.

Martín Chambi wurde in einer der ärmsten Regionen Perus in einer quechua-sprachigen Familie von einfachen Arbeitern geboren. Als sein Vater in einer Goldmine am Río Inambari in der Provinz Carabaya zur Arbeit ging, kam Martín mit. Dort hatte er das erste Mal Kontakt zur Fotografie und lernte die rudimentären Handgriffe von Fotografen der Santo-Domingo-Mine nahe Coaza (im Besitz von der Inca Minen Gesellschaft von Bradfort, Pa). Diese Begegnung gab ihm den Zündfunken, sich autodidaktisch zu einem professionellen Fotografen zu entwickeln.
Mit diesem Traum ging er 1908 in die Stadt Arequipa, in der die Fotografie weiterentwickelt war und bereits ansässige Fotografen eigene Stile und Techniken geschaffen hatten. Chambi wurde Lehrling im Studio von Max T. Vargas; 1917 eröffnete er sein eigenes Studio in Sicuani und veröffentlichte seine ersten Postkarten. 1923 zog er mit seinem Studio nach Cusco um. Er fotografierte Personen aus der Gesellschaft und ihre indigenen Begleiter. Während seiner Karriere reiste Chambi auch extensiv durch die Anden, machte Landschaftsaufnahmen, fotografierte Inca-Ruinen und die Einheimischen dort.
1973 starb Chambi in Cusco, in seinem alten Studio in Calle Marqués.

## Werke
Während der Zeit als Lehrling lernte Chambi verschiedene Wege Licht für Portraitaufnahmen im Studio zu manipulieren. Seine Tochter sagte über ihn „Mein Vater ist besessen von Licht.“
Sein Studio in Cusco beinhaltete ein Set von Blenden und Shuttern, die so gemacht waren, dass das Licht genau für seine Porträtaufnahmen eingestellt werden konnte. Darüber hinaus waren die meisten von Chambis Fotografien von indigenen Menschen draußen aufgenommen worden, um ein natürliches Licht zu nutzen.
Chambi produzierte eine Reihe an Arbeiten im Lauf seiner Karriere als Fotograf. Innerhalb seines Studios nahm er Wohlhabende und Mitglieder elitärer Gesellschaften, aber auch indigene Menschen auf, sowie Selbstporträts.
Berühmtheit erlangte er durch die dokumentarische Arbeit indigener Kulturen, wie der Machu Picchu und anderer Ruinen. In einem Interview für ein Magazin von 1936 sagte er: „In meinem Archiv habe ich zweihundert verschiedene Fotografien verschiedener Betrachtungen der Kultur der Quechua.“ Er machte Aufnahmen von den Ruinen und der Architektur, aber versuchte auch Szenen aus dem Alltagsleben der ansässig lebenden indigenen Menschen zu machen.
Mit dem Respekt zu Chambis Arbeiten sagte einst Jorge Heredia: „Er war ein Fotograf der Weißen, der nach seinen Bildern suchte, aber auch der Indianer und Mestizos.“
Zusätzlich zu seinen gemachten Aufnahmen für verschiedene Veröffentlichungen oder aus eigenem Interesse nutzte er die Aufnahmen in anderen Publikationen. Außer Postkarten nutzte er hauptsächlich diese in wöchentlich erscheinenden Zeitungen wie der La Nación („Der Staat“), wo er Aufnahmen von Künstlern, Literaten und anderen Persönlichkeiten veröffentlichte.

## Chambis Darstellung zwischen Chile und Peru
Chambi reiste nach Chile, um einige Arbeiten auszustellen und nutzte seine künstlerischen Fähigkeiten, dem Publikum darzustellen, wie er als Fotograf die Zukunft der indigenen Bevölkerung sehe im Bezug zu den Peruanern und den Chilenen. Dort fand er einige unterschiedliche Meinungen zu unterschiedlichen Auffassungen zur Rasse, was Ureinwohner seien und Zivilisation. Der Fotograf konnte rückwirkend den Prozess innerhalb seiner Bilder für Kunstkritiker und Zuschauer sichtbar machen, welche politischen Probleme zwischen Chile und Peru existierten.
Die Peruaner waren fähig, die indigene Bevölkerung verschiedener Länder zu akzeptieren, aber die Chilenen konnten dies wegen der Landbefriedungskampagne des späten 19. Jahrhunderts nicht.
Die Mapachu-Anführer diskutierten über den Vorteil von Bildung, während sie immer mehr Probleme mit offiziellen Regierungsvertretern bekamen, die zwischen Chile und Peru tätig waren. Chambi hatte zum Ziel, stereotypische Rassevorurteile auszumerzen, aber musste oft feststellen, dass er diese durch seine Arbeit bestärkte.El Sol, La Nacion und andere Zeitungen kritisierten ihn, weil er die Debatte um nationale Grenzen und ideologische Fragen anheizte.

## Kritik
„Es ist falsch, sich zu sehr auf den Aussagewert seiner Fotos zu konzentrieren.  Das haben sie zwar, aber sie drücken gleichermaßen das Milieu aus, in dem er lebte, und sie zeigen […], dass er, als er hinter einer Kamera stand, ein Riese wurde, ein wahrer Erfinder, eine wahre Erfinderkraft, ein Erneuerer des Lebens.“